# Bassariscus
Bassariscus là một chi động vật có vú trong họ Gấu mèo Bắc Mỹ, bộ Ăn thịt. Chi này được Coues miêu tả năm 1887. Loài điển hình của chi này là Bassariscus astutus.

## Hình ảnh

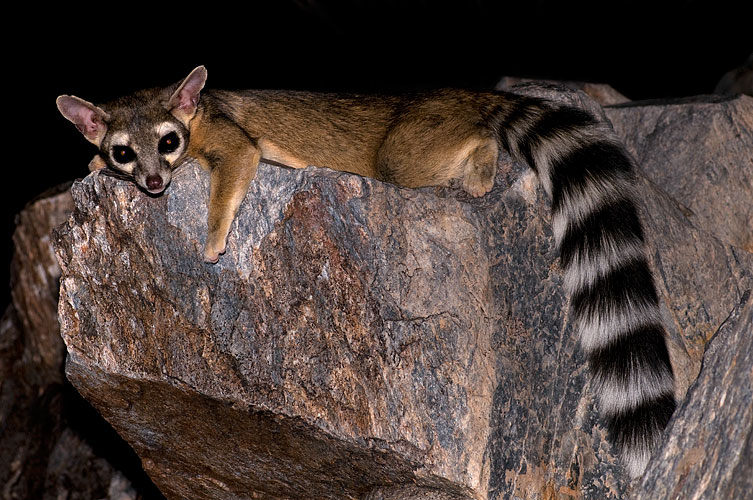
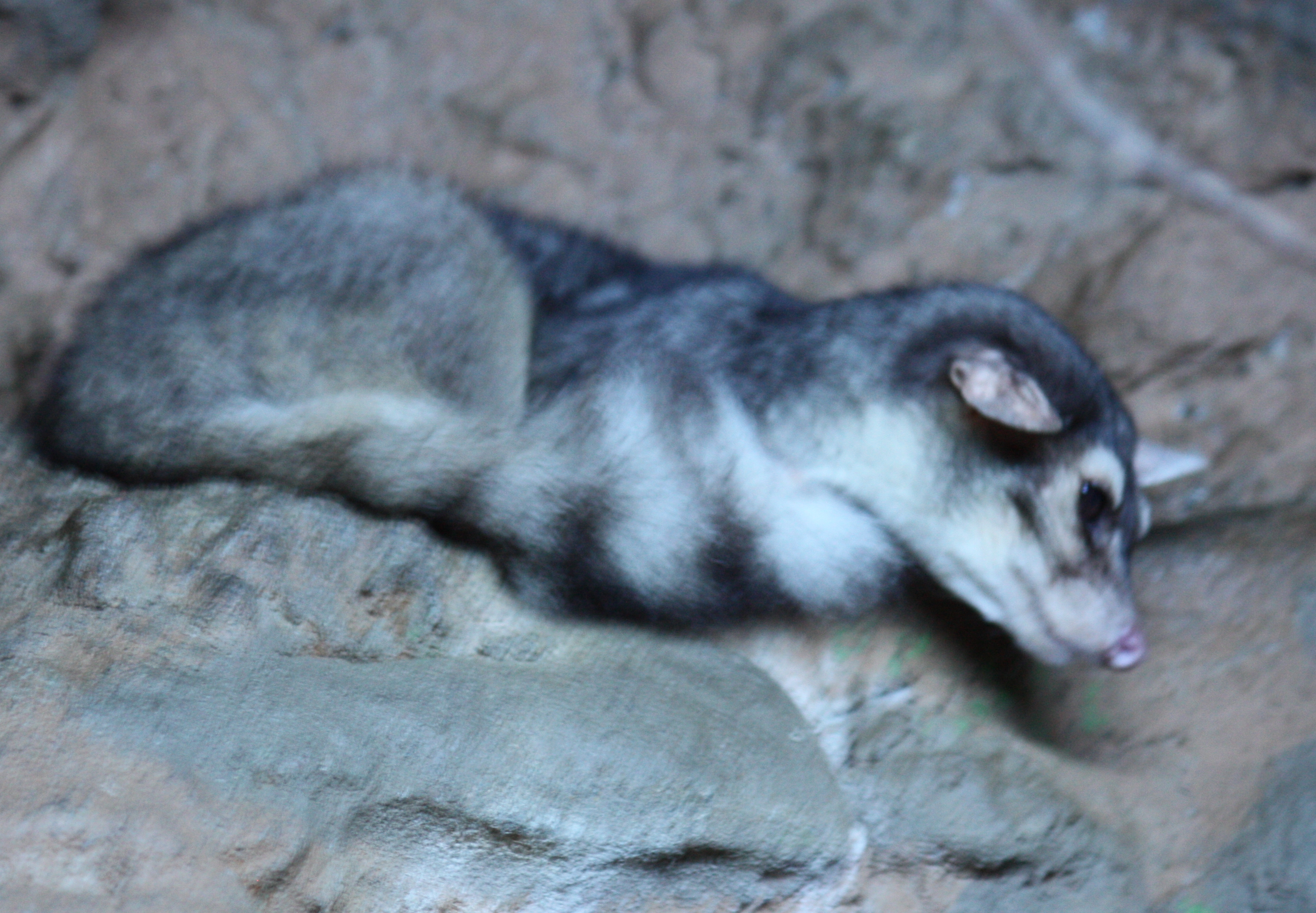
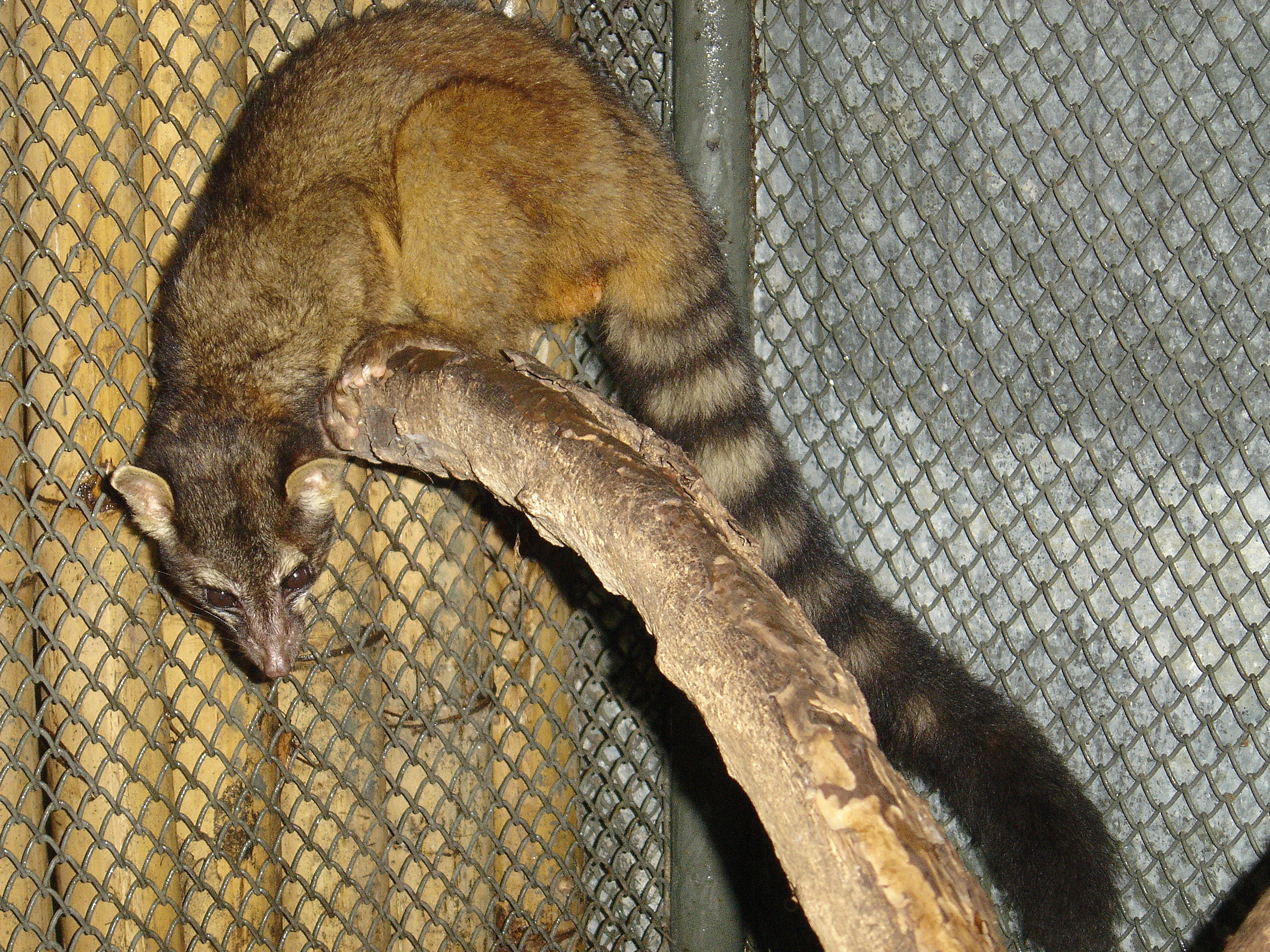

## Các loài
| Ảnh | Tên khoa học              | Tên thông dụng  | Phân bổ |
| --- | ------------------------- | --------------- | --- |
|     | Bassariscus astutus       | Ringtail        | Southern United States from southern Oregon and California throughout the southwestern states to Texas. In Mexico it ranges from the northern desert state of Baja California to Oaxaca. Its distribution overlaps that of B. sumichrasti in the Mexican states of Guerrero, Oaxaca and Veracruz.                             |
|     | † Bassariscus casei       | Case's ringtail | An extinct species with fossils first found in the Upper Pliocene strata of the Rexroad formation in Kansas and later in the Late Blancan strata in California. |
|     | † Bassariscus sonoitensis |                 | An extinct species with only three known locations in Papago Springs Cave, Santa Cruz County, Arizona (1942), San Josecito Cave, Nuevo León, Mexico (1958), and U-Bar Cave, Hidalgo County, New Mexico (1987), that lived from the late Pleistocene and went extinct before the full-glacial period of the late Wisconsinian. |
|     | Bassariscus sumichrasti   | Cacomistle      | Central America, from south central Mexico to Panama. |